# Take a Look in the Mirror
Take A Look In The Mirror (с англ. — «Взгляни в зеркало») — шестой альбом ню-метал-группы Korn, выпущенный 21 ноября 2003.

## Об альбоме
Альбом был продан тиражом более 1 200 000 копий в США и свыше 2 000 000 копий альбома за пределами США, и 179 000 в США первые семь дней. Дополнительный интерес к альбому был вызван песнями «Did My Time» (использовавшейся в оригинальном саундтреке к фильму «Лара Крофт: Расхитительница гробниц 2 — Колыбель жизни») и «Right Now», с провокационным видеоклипом, созданным командой аниматоров Spike and Mike.
В отличие от более мелодичного звука их предыдущего альбома Untouchables, Take A Look In The Mirror ознаменовал собой попытку Korn вернуться к более агрессивному звуку их ранних альбомов.
В буклете, который прилагался к альбому, все музыканты группы (за исключением Джонатана Дэвиса) подписаны другими именами. Манки стал «Джеймс Горилла», Хэд — «Сэр Хэдли», Дэвид Сильверия — «Уолли Боллджекер», а Филди — «Пес». Мать Манки умерла во время записи Take A Look In The Mirror, он упомянул об этом в буклете к альбому.
Альбом содержит заново перезаписанный трек «Alive», самую первую песню Korn, написанную после прихода Джонатана Дэвиса в группу. До этого момента «Alive» появлялась лишь однажды, на самой первой демозаписи группы. Трек «Play Me» был записан с приглашённым рэпером Насом, первым «гостевым исполнителем» со времён Follow The Leader.
На альбоме имеется скрытый трек — кавер-версия известной песни «One» группы Metallica.
Трек «When Will This End» в цензурной (англ. Clean) версии альбома имеет сдвиг вокала в сравнении с обычной версией.

## Список композиций
1. Right Now (3:10)
2. Break Some Off (2:35)
3. Counting On Me (4:49)
4. Here It Comes Again (3:34)
5. Deep Inside (2:46)
6. Did My Time (4:04)
7. Everything I’ve Known (3:35)
8. Play Me (3:26)
9. Alive (4:30)
10. Let’s Do This Now (3:19)
11. I’m Done (3:23)
12. Y’All Want a Single (3:18)
13. When Will This End (3:39)
14. One — скрытый трек, кавер-версия песни группы Metallica

## Участники записи
- Джонатан Дэвис — вокал, волынка (трек Let’s Do This Now), продюсер
- Брайан «Хэд» Вэлч — гитара
- Джеймс «Манки» Шаффер — гитара
- Реджинальд «Филди» Арвизу — бас
- Дэвид Сильверия — ударные

## Чарты
| Чарт                                          | Позиция |
| --------------------------------------------- | ------- |
| Австралия (ARIA)                              | 37      |
| Австрия (Ö3 Austria)                          | 2       |
| Бельгия/Фландрия (Ultratop)                   | 24      |
| Бельгия/Валлония (Ultratop)                   | 11      |
| Дания (Hitlisten)                             | 21      |
| Нидерланды (Album Top 100)                    | 21      |
| Финляндия (Suomen virallinen lista)           | 10      |
| Франция (SNEP)                                | 14      |
| Германия (Offizielle Top 100)                 | 8       |
| Ирландия (IRMA)                               | 25      |
| Италия (Classifica album)                     | 16      |
| Новая Зеландия (RMNZ)                         | 19      |
| Норвегия (VG-lista)                           | 27      |
| Польша (ZPAV)                                 | 15      |
| Португалия (AFP)                              | 17      |
| Шотландия (Scottish Albums Chart)             | 46      |
| Швеция (Sverigetopplistan)                    | 18      |
| Великобритания (UK Albums Chart)              | 53      |
| Великобритания (UK Rock & Metal Albums Chart) | 2       |
| США (Billboard 200)                           | 9       |

## Сертификации
| Регион | Сертификация | Продажи    |
| --- | ------------ | ---------- |
| Австралия (ARIA) | Золотой      | 35 000^    |
| Германия (BVMI) | Золотой      | 100 000^   |
| Великобритания (BPI) | Серебряный   | 60 000*    |
| США (RIAA) | Платиновый   | 1 000 000^ |
| * Данные о продажах приведены только на основе сертификации. ^ Данные о тиражах приведены только на основе сертификации. |              |            |